# Montseny
Montseny – gmina w Hiszpanii, w prowincji Barcelona, w Katalonii, o powierzchni 26,85 km². W 2011 roku gmina liczyła 303 mieszkańców.